# 上海市人民英雄紀念塔

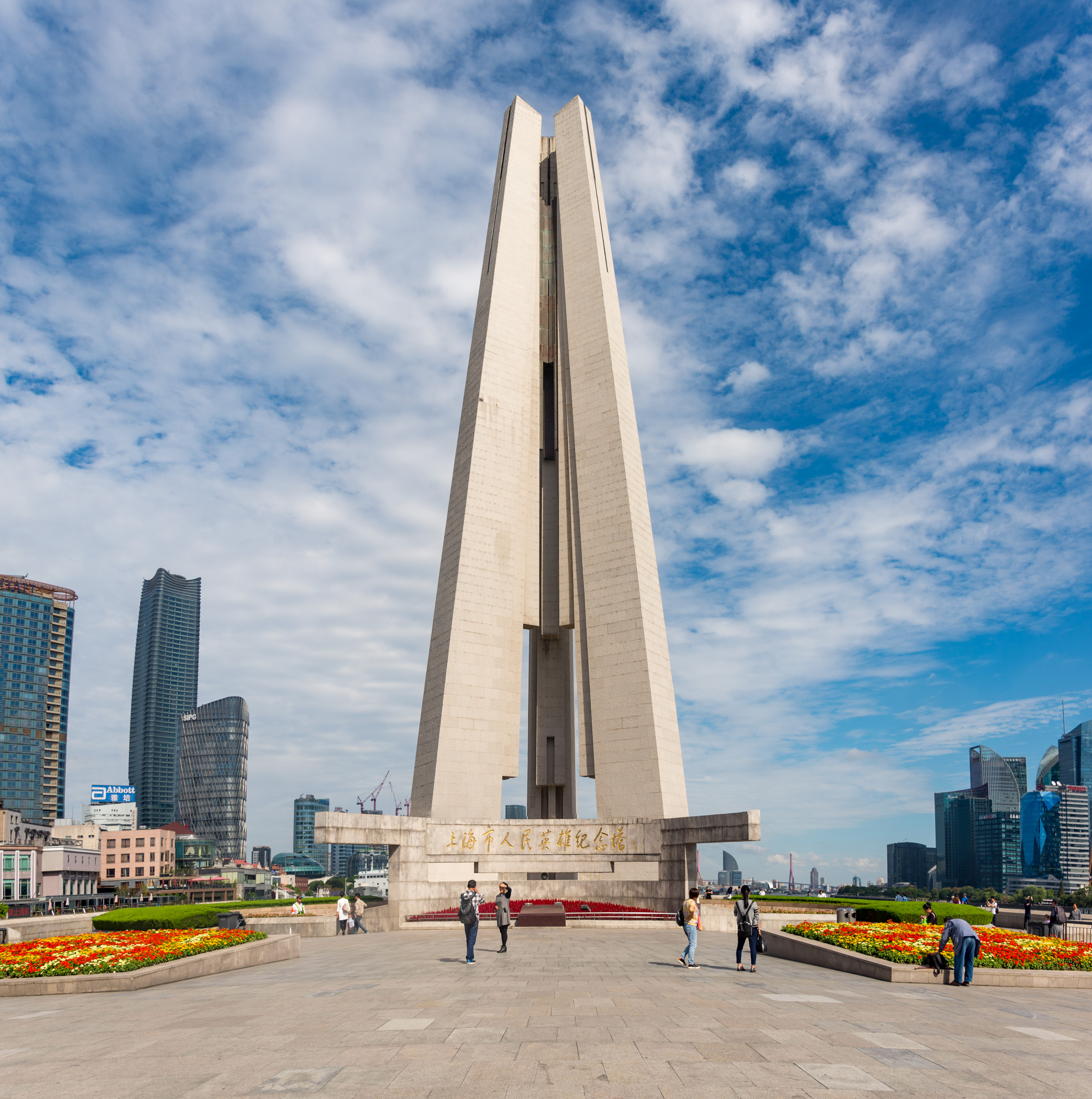
上海市人民英雄纪念塔

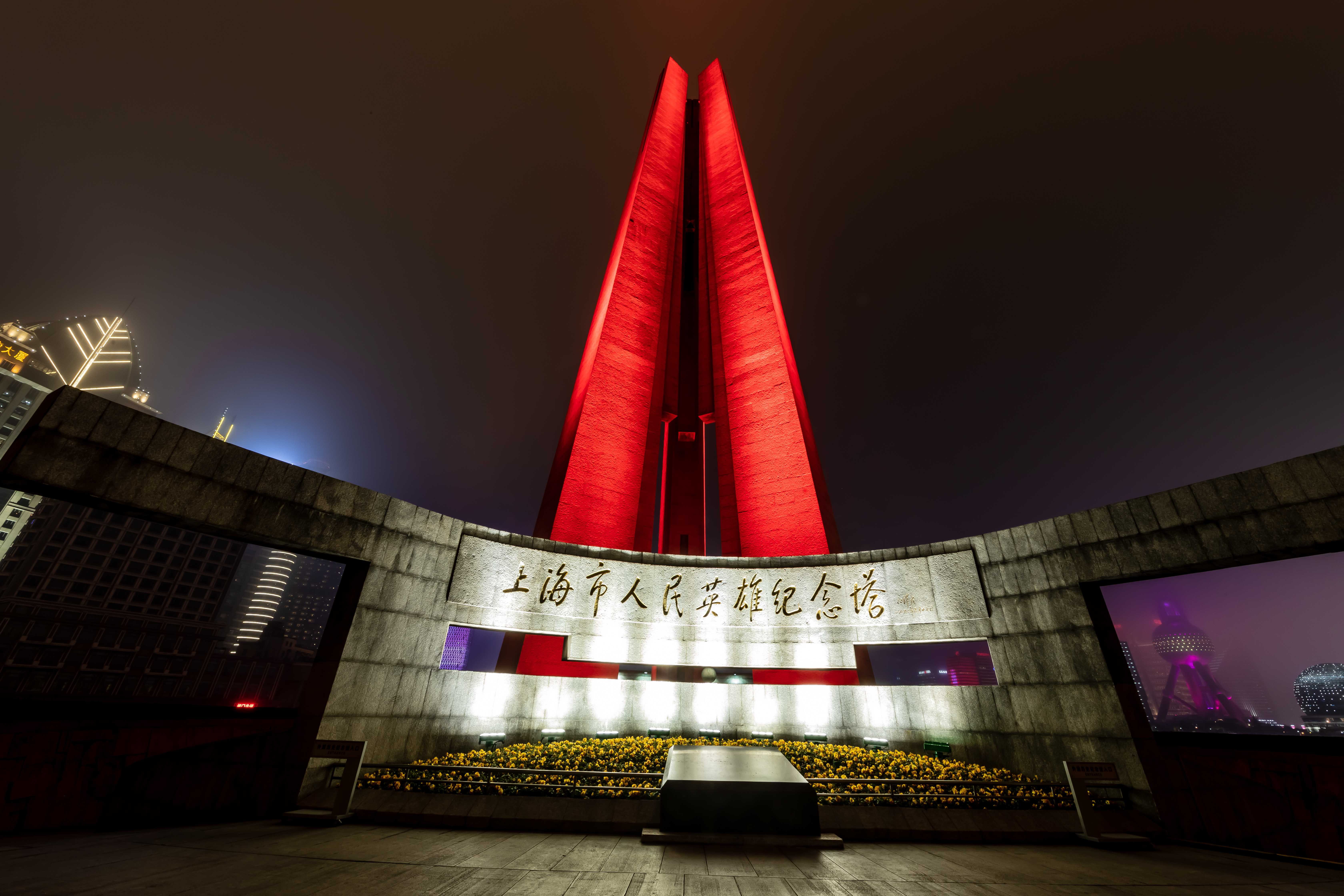
上海市人民英雄紀念塔夜景，攝於2019年

上海市人民英雄紀念塔是中华人民共和国上海市的一座混凝土紀念性建築。该建筑位于外滩北端，苏州河与黄浦江交汇处的黄浦公园内。
纪念塔由半岛平台、下沉式圆岛广场、塔体、题字碑、雕塑等部分組成。三根花岗岩塔体高度為60米，寓意鸦片战争、五四运动到第二次國共內戰期間為中國革命而在上海死難的人們永垂不朽。题字碑上面有中共中央总书记江泽民題寫的“上海市人民英雄纪念塔”十個大字。花岗岩雕像长120米、高3.8米，主题分別為“抗英斗争、小刀会”、“传播民主革命思想”、“在中国共产党领导下的工人运动、三罷活动”、“中国共产党的建设---中共一大”“抗日战爭”、“第二條戰線、護廠、護校和解放上海”等。
早在中國人民解放軍佔領上海1週年之際，為紀念中共奪取上海，上海市人民政府決定兴建上海市人民英雄纪念塔。1949年5月28日，上海市副市长潘汉年在黄浦公园主持奠基仪式，上海市市长陈毅、副市长盛丕华親自奠基，但後來工程停擺。1987年，依據上海市人民代表大会八届六次会议通過的提案，上海市人民政府决定恢復興建上海市人民英雄纪念塔。1988年11月，紀念塔动工。该建筑於1994年5月27日正式建成，當天恰好是中國人民解放軍佔領上海45週年。